# São João do Oriente
São João do Oriente est une municipalité brésilienne de l'État du Minas Gerais et la microrégion de Caratinga.